# Yaku Pérez
Yaku Sacha Pérez Guartambel (Cachipucara, Cuenca, 26 de febrer de 1969) és un polític i advocat equatorià. Va ser president de la Confederació de Pobles de la Nacionalitat Kichwa (ECUARUNARI) de 2013 a 2019, des d'on va participar en manifestacions durant el govern de Rafael Correa. En 2017, va ser elegit president de la Coordinadora Andina d'Organitzacions Indígenes. En les eleccions seccionales de 2019 va ser escollit Prefecte de l'Azuay i va participar en les manifestacions d'octubre de 2019 durant el govern de Lenín Moreno. Va ser triat per l'organització política Pachakutik com a candidat a la presidència de l'Equador per a les eleccions presidencials de 2021.

## Biografia
Va néixer en la comunitat de Cachipucara, a la parròquia Tarqui del cantó de Cuenca la nit del 26 de febrer de 1969. Va ser registrat amb els noms de Carlos Ranulfo i el 9 d'agost del 2017 va canviar legalment davant el Registre Civil el seu nom per Yaku Sacha, que en quítxua significa «aigua de la muntanya».
És doctor en dret per la Universitat Catòlica de Conca, amb especialitzacions en justícia indígena, dret ambiental, dret penal i criminologia, i amb un diplomat en gestió de conques hidrogràfiques i població. Des de 1994, es va dedicar a la protecció de recursos naturals, principalment l'aigua, amb la Unió de Sistemes Comunitaris d'Aigua de l'Azuay i la Federació d'Organitzacions Indígenes i Camperoles. Va ser elegit regidor de Cuenca el 1996, per l'organització política Pachakutik. El 2002, va participar en les protestes contra el govern de Lucio Gutiérrez per la privatització de l'aigua. El 2011 va ser acusat de sabotatge i terrorisme per obstaculitzar carreteres en protesta contra el projecte miner de Quimsacocha.
El 2013, va ser elegit president de la ECUARUNARI i, en 2015, va participar en les manifestacions contra les esmenes constitucionals, animant a dirigir-se al Palau de Carondelet. Els dirigents d'aquella jornada foren Salvador Quishpe, Carlos Pérez Guartambel, Marcia Caicedo i Jorge Herrera, entre d'altres, que van intentar trencar el cèrcol policial. Les protestes van deixar més de 16 policies ferits i al voltant de 20 detinguts, entre els quals estaven Pérez i Quishpe.
En el 2016, amb l'objectiu de les eleccions presidencials, va participar en les primàries de Pachakutik, on al final va ser triada Lourdes Tibán. Al gener de 2017, va ser elegit president i coordinador de la Coordinadora Andina d'Organitzacions Indígenes i, al maig, va ser reelegit com a president de la ECUARUNARI fins a 2019. En la segona volta de les eleccions presidencials de 2017 va donar suport al candidat conservador Guillermo Lasso de CREO contra l'oficialista Lenín Moreno d'Alianza País.

### Candidatures presidencials el 2021 i 2023
Pérez va participar com a candidat del moviment Pachakutik, braç polític de l'organització indígena equatoriana Conaie, i va ser un dels tres candidats favorits en la primera volta de les eleccions presidencials equatorianes que es van celebrar el 7 de febrer del 2021. Yaku Pérez va renunciar dimecres 19 de maig de 2021 al Moviment Pachakutik. Mesos després, a l'agost, creà un nou moviment polític, Somos Agua.
Amb l'aplicació de la «mort creuada» al maig de 2023, forjà ima aliança amb el Moviment Democracia Sí i Unidad Popular per a participar en les eleccions anticipades.